# 最上義康
最上 義康（もがみ よしやす）は、安土桃山時代から江戸時代初期にかけての武将。山形藩主・最上義光の長男。

## 経歴
天正3年（1575年）山形城主最上義光嫡男として生まれる。幼名は義光も用いていた高楡小僧丸であった可能性が高い。最上氏を継ぐにたる英邁の資質で、心優しかったと伝わる。天正14年（1586年）鮭延城の回復を目指して小野寺義道が侵攻すると最上義光と共に迎え撃ち、初戦は敗退してしまう。その後庄内の情勢が悪化し義光が庄内へ向かうと義康が対小野寺氏の総大将を務めた。義康は奮戦し、また楯岡満茂・鮭延秀綱の奮闘もあり小野寺氏を撤退へ追いやった（有野峠の戦い）。
天正16年（1588年）、豊臣姓を下賜され、翌年（1589年）母と共に京に上ったとみられる。文禄年間（1592年～1596年）に旧寒河江氏所領を父から受け継いだとされる。
文禄4年（1595年）父・義光が豊臣秀次の謀叛に荷担したとして豊臣秀吉から嫌疑をかけられた際は、赦免を願い祈祷を行って父を感激させた。また駒姫を失った母・大崎夫人は娘の後を追うように亡くなったとされるが、義康が政務をとる寒河江城からほど近い、寒河江正覚寺で菩提を弔ったという逸話とともに遺品も伝承されている。
この頃父義光と共に連歌会に参加しており、「最上義康連歌懐紙」（慶長2年（1597年）正月）が残っている。
秀次事件で娘の駒姫を失って豊臣政権との人的つながりを喪失した義光が義康を大坂に出仕させて、豊臣秀頼に近侍させた。ただし、それが記録上確認されるのは慶長年間に入ってからのことになり、やがて最上家の嫡男として修理大夫の官途名を受けた。
慶長5年（1600年）徳川家康による会津征伐に呼応して山形には家康に与する諸将が集結するが、7月17日石田三成が挙兵すると家康は小山にわずかな兵を残し西へ転進する。これを受けて山形の諸将も国元に帰り、伊達政宗（義康の従兄弟）もまた上杉氏と一時的な和議を結ぶ。8月最上義光も義康を人質として和議を模索するが不調に終わり、9月上杉の進攻を受ける（慶長出羽合戦）。
上杉軍が山形盆地まで到達すると、父の命令を受けて従兄弟の伊達政宗に救援を依頼するため陸奥国北目城に赴き、留守政景による援軍を引き出すことに成功する。援軍を率いて戻った義康は関ヶ原の敗報により撤退する上杉軍への追撃戦に参加。上杉勢から射撃を受け窮地に陥った父を救っている。上杉本隊が米沢へ撤退すると庄内攻めの総大将を任され、慶長6年（1601年）3月までに上杉領庄内の全域を攻略した。眼病を患っていた父に代わり、下氏や西馬音内氏に対して軍功を賞している。また、父・義光に代わって傘下の武将に偏諱を与えることも行っており、清水康氏や延沢康満、下康久が「康」の字を与えられている（なお、彼らは義康の死後に改めて義光の偏諱を得て「清水光氏」「延沢光昌」と改名、下は改名前の「下秀久」に戻した）。
同年8月、上杉氏が徳川家康に面会し降伏すると、会津領請け取りのために四番隊6,500の兵を率いて参加した。また、前述のように慶長6年（1601年）6月頃から、義光が眼病の悪化で政務が行えなくなり、一時的に義康が当主の代行を行っていた、あるいは権限の一部を父から譲られた形跡がみられる。
慶長出羽合戦まで父義光との仲は良好であったが、義光の近臣・里見民部、里見権兵衛と義康の近臣・原八右衛門（元上杉家臣）が父子離反をはかり双方に讒言したことから徐々に仲が険悪となった。折悪しく義康が寺に赴いた際、あやまって股を傷つけたのを里見が「若殿は大殿を恨み、自害しようとした」と義光に言上したためさらに仲が悪化した。このことは単純な父子の感情悪化だけではなく、徳川家康が義光の次男・最上家親を近侍として召し使い、大層気に入っていたため、彼に最上氏を継がせたいと考えたことがあったと言われている。また、家康が有力大名の嫡男に縁者の娘を嫁がせて取り込もうとしたのに、東軍方である最上家の義康にはそうした話が浮上しなかったのも、こうした考えの裏付けとする見方もある。更に甥とは言え長年確執があった伊達政宗と義康の接近を義光が警戒し、同じく政宗の動向を警戒していた家康もこの接近を危険視したからとする説もある。
慶長7年（1602年）、義光がこのことを徳川家康に語ったところ、家康は本件を不快に思い「そのような子は切腹させるがよい」と述べたというが定かではない。しかし慶長7年以降、旧寒河江氏所領も弟、家親が支配するようになり安堵状が残る。
帰国した義光はいったん義康を城に呼び寄せるも、家臣らは彼に高野山に退去せよと義光の言葉を伝えた（ただし地理的に高野山は相当遠く、また山形から庄内経由で向かおうとしたのには無理が感じられる）。義康が重臣・浦山源左衛門らと高野山へ向かう途中、土肥半左衛門ら20名余に矢と鉄砲を射かけられた。源左衛門は即死、義康は臍を撃たれ自刃した。同道していた寒河江大江氏後裔寒河江良光（壽齋）・道広親子も凶弾に倒れたという。丸岡での狩猟中に「上意」を称した一団が襲撃したという説もある。また、この襲撃に参加したとされる藤田丹波という最上家家臣が残した覚書（「藤田丹波働の覚書」『最上記追加』）には、慶長7年7月14日（1602年8月30日）の事件であったと記し、更に藤田は翌慶長8年3月の残された義康派の粛清にも加わったとしている。
義光は義康の首を見て涙した。彼は義康の遺品を調査し、父への武運祈願を記した日記を目にする。義光は我が子の死を深く悲しみ、家臣・斎藤光則に本件の調査を命じた。危険を察した里見民部は山形を去り、加賀前田家に逃れようとしたが義光の訴えにより引き渡された。民部は山形へ護送中、山賊に襲撃され死亡した。斎藤光則の手の者による粛清とも考えられる。義光は自らの死の前、後継者である最上家親に向かって「自分の死後、即座に里見一族を粛清せよ」と密かに命じていた。この遺言を受けた家親の粛清により、里見一族の大半は殺害された。一方、民部の甥にあたる里見元勝は、民部に父を殺されたことから一族粛清に加担した。一説によれば、里見・原は豊臣方に通じていたともいう。
義光は義光山常念寺を義康の菩提寺とし、また追善のため仏像をつくり手厚く葬った。息子の死後、義光は病がちになったとも伝わっている。

## 関連作品
- 『独眼竜政宗』（1987年、NHK大河ドラマ、原作：山岡荘八、演：畠山久<関ヶ原以降>（青年時代<大崎夫人自害>まで：大沢秀高））